# Khachpar
Khachpar là một đô thị thuộc tỉnh Ararat, Armenia. Dân số ước tính năm 2011 là 1810 người. Đô thị này thuộc vùng đô thị Yerevan.